# Atiba Hutchinson
Atiba Hutchinson (født 8. februar 1983) er en canadisk fodboldspiller, der spiller for Beşiktaş JK og det canadiske fodboldlandshold. Han spillede i perioden 2006-2010 for F.C. København, hvor han opnåede 215 kampe. 
Hutchinson er i stand til at dække en række positioner på banen og har gennem sin karriere spillet flere pladser. I sin tid i FCK spillede han både offensiv og defensiv midtbane og til tider tillige hængende angriber. I PSV spillede han midtbane og højre back og på det canadiske landshold har han spillet højreback og centerback.
Den 22. april 2010 blev det offentliggjort, at Hutchinson havde indgået en treårig kontrakt med den hollandske storklub PSV Eindhoven. Han skiftede fra FC København til PSV Eindhoven i sommeren 2010.
Ved Dansk Fodbold Award 2010 modtog han som den første nordamerikanske spiller prisen som "Årets superligaspiller".
Tidligere klubber: Brampton Braves, Toronto Lynx, Östers IF, Helsingborgs IF og FC København.

## Ekstern henvisning
- Wikimedia Commons har flere filer relateret til Atiba Hutchinson
- Atiba Hutchinsons spillerstatistik på FC Københavns hjemmeside Arkiveret 2. december 2008 hos  Wayback Machine